# Shatterday
Shatterday este primul segment al primului episod al sezonului I al serialului Zona crepusculară din 1985. Împreună cu segmentul A Little Peace and Quiet formează primul episod.  Este regizat de Wes Craven după un scenariu de Alan Brennert bazat pe o povestire de Harlan Ellison.

## Introducere
„Unii luptă ca să supraviețuiască, alții pentru visele lor. Unii oameni, precum Peter Novins, doar merg înainte. Dacă dau dovadă de multă determinare un ecou le-ar putea răspunde din zona crepusculară. ”

## Prezentare
Peter Jay Novins este nervos că-și așteaptă prea mult timp un prieten și cere barmanului un telefon fix pentru a-l suna. Dar își dă seama că din greșeală a format numărul telefonului din apartamentul său. Surpriză, vocea lui răspunde la telefon și se recomandă a fi Peter Jay Novins. Urmează o serie de încercări disperate de a afla cine este acest străin care i-a ocupat apartamentul, care îi știe toate amintirile și arată exact ca el. 
Povestea se întinde pe parcursul a cinci zile în care la omul nostru rece și egoist descoperă dublura sa generoasă și curajoasă. Cei doi bărbați își schimba locurile între ei, la sfârșitul episodului.

## Concluzie
„Peter J. Novins este și învingătorul și victima unei lupte pentru posesiunea sufletului omenesc. Un om care s-a pierdut și s-a regăsit pe un câmp de luptă izolat, undeva în zona crepusculară.”